# Xanthochromie
Die Xanthochromie oder Liquorxanthochromie (von griechisch xantho- = Wortteil „gelb“; und chromie von chroma abgeleitet = „Farbe“) ist ein medizinischer Begriff, der synonym auch als Xanthochromasie bezeichnet wird. Dabei handelt es sich um eine gelbe, rosa, oder rotbraune Verfärbung des Liquor cerebrospinalis, die als Folge einer Einblutung in den Liquorraum oder einer erhöhten Durchlässigkeit der Blut-Hirn-Schranke für Bilirubin auftritt. Kommt es zu einer Einblutung in den Liquorraum, tritt Hämoglobin aus den roten Blutkörperchen (Erythrozyten) aus. Das Hämoglobin und dessen Abbauprodukte geben dem Liquor die veränderte Farbe.
Dass die Xanthochromie Ausdruck einer Eiweißerhöhung sein kann, stellte G. Froin 1903 fest.
Typische Ursachen der Xanthochromie können sein:
- schwerer Ikterus
- Subarachnoidalblutung
- exzessive Eiweißvermehrung